# Treppenturm

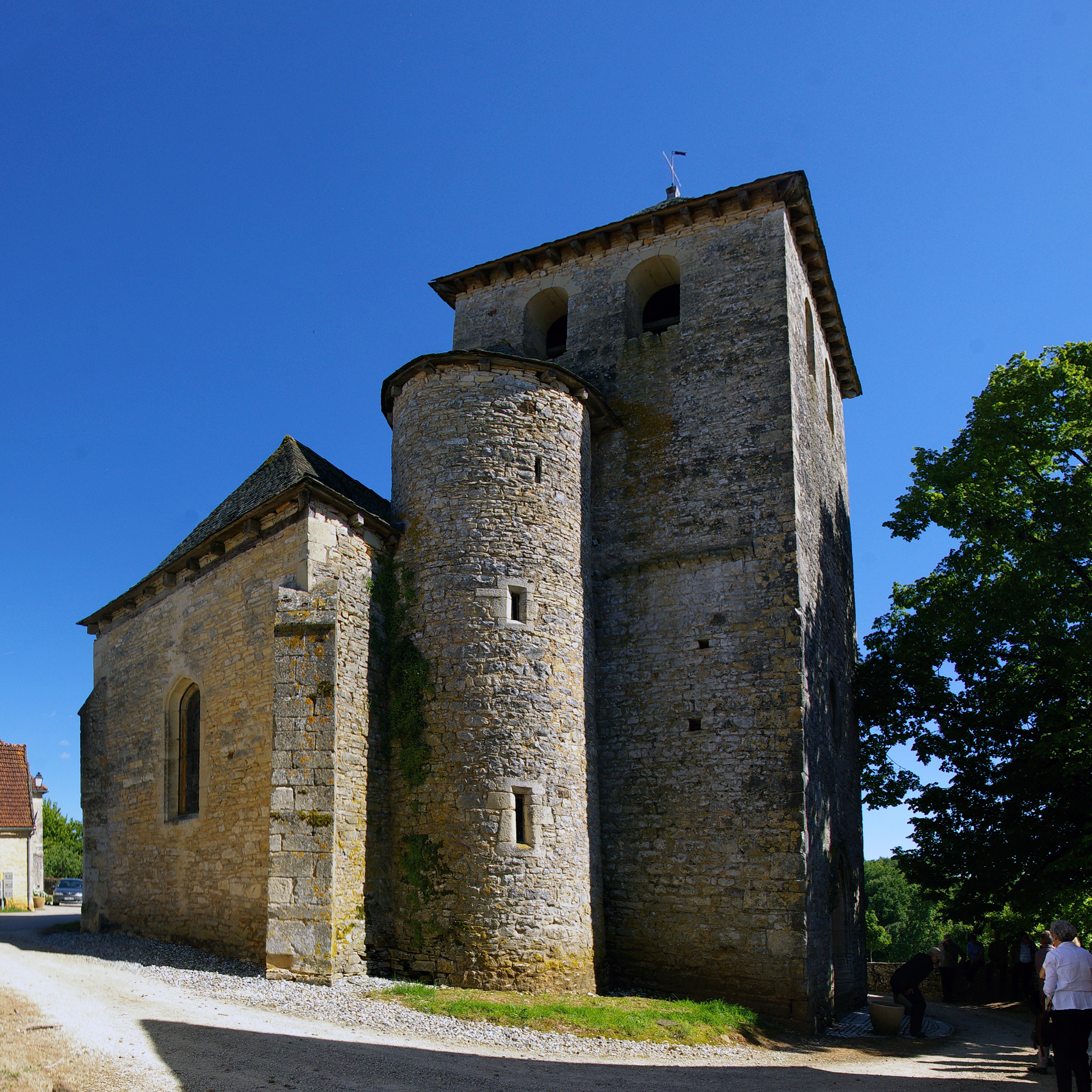
Mittelalterlicher Treppenturm ohne Außeneingang an der Kirche Saint-Pierre-ès-Liens in Rampoux (Lot), Frankreich

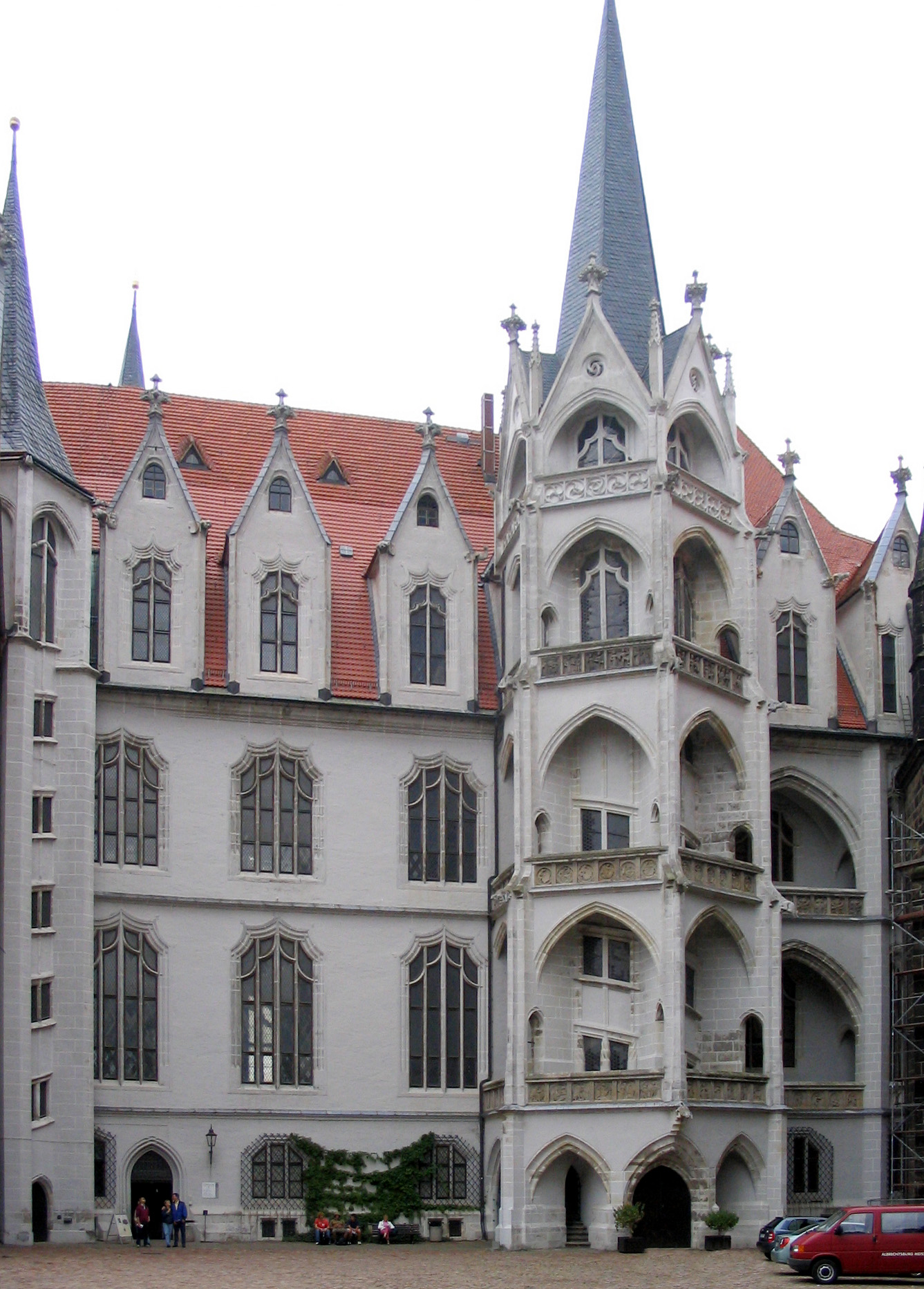
Renaissance-Treppenturm mit Balkonen, Albrechtsburg, Meißen

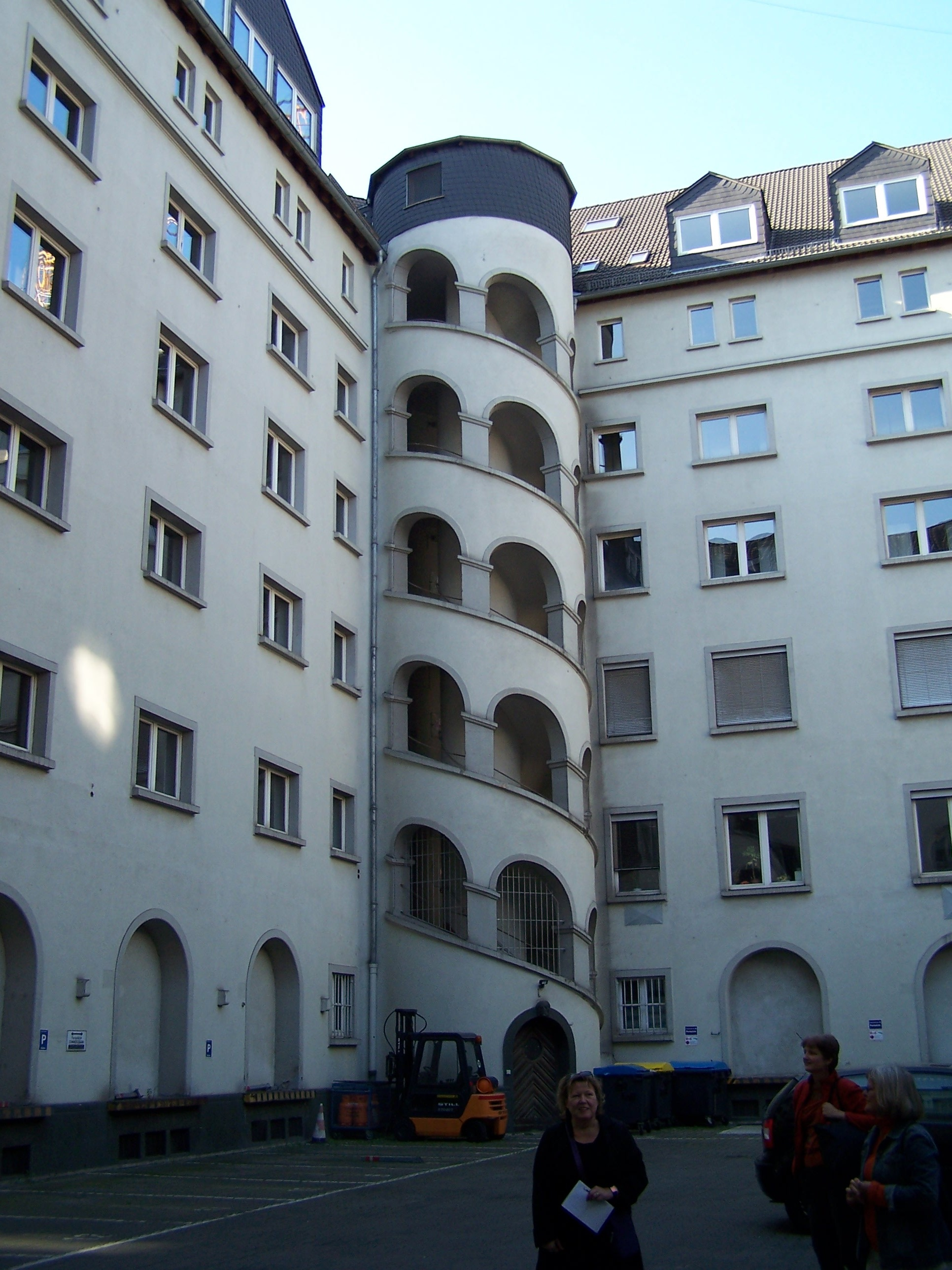
Latscha-Gebäude (um 1900), Frankfurt-Ostend

Ein Treppenturm (auch Stiegenturm oder Wendelstein) ist ein auf rundem oder polygonalem Grundriss errichteter turmartiger Gebäudeteil, der ein Treppenhaus – zumeist mit einer Wendeltreppe – enthält.

## Architektur
Treppentürme sind in der Regel einer Gebäudefront vorgestellt oder in einen Winkel eingefügt. In selteneren Fällen – meist bei dreischiffigen Kirchen – befand sich der untere Teil im Innern der Kirche, wohingegen der obere Teil von außen sichtbar war (z. B. ehemalige Abteikirche Saint-Menoux). Ursprünglich waren sie nur vom Inneren des Hauptgebäudes (Kirche, Burg) aus zugänglich; seit der Renaissance befand sich der Eingang regelmäßig im Hof. Treppentürme haben ein vom Hauptgebäude weitgehend unabhängiges Tragwerk.

## Geschichte
Aus antiker Zeit sind nur wenige Beispiele von Treppentürmen bekannt (z. B. an den Kaiserthermen in Trier); Treppenaufgänge waren bei den oft nur eingeschossigen Bauten überflüssig oder in den oft mehrere Meter dicken Außenmauern der Gebäude untergebracht. Diese Tradition blieb auch an Wehrtürmen (donjons) sowie an Kirchen und Burgen des frühen und hohen Mittelalters bestehen; sie änderte sich erst mit dem verstärkten Bau von zweckorientierten und insgesamt nur wenig dekorativen Treppentürmen im Hoch- und Spätmittelalter (Romanik, Gotik).
Seit der Renaissance wurden Treppentürme deutlich dekorativer und repräsentativer – Treppen wurden fortan kaum noch versteckt bzw. ausgelagert, sondern es gab sowohl kunstvoll gestaltete gewundene als auch geradlinig verlaufende Treppenaufgänge im Innern der Gebäude mit reichhaltigem Decken- und Geländerschmuck (z. B. Schloss Chambord, Palazzo Barberini bzw. Schloss Azay-le-Rideau oder Schloss Chenonceau). Mit dem verstärkten Bau gerader Treppenaufgänge mit Zwischenpodest (Treppenhaus) wurden separat stehende Treppentürme allmählich immer seltener.
Treppentürme aus Stahlbeton werden aber immer noch für hohe Industriebauten, wie Kesselhäuser von Kohlekraftwerken realisiert. Aber auch als Fluchttreppe sind Treppentürme geeignet, weil sie wegen ihrer externen Lage im Brandfall weniger stark verqualmen und auch leicht mit Brandschutztüren abgeschottet werden können.

## Beispiele
Deutschland
- Albrechtsburg, Meißen
- Lutherhaus, Wittenberg, Deutschland
- Kommandeursvilla der Marineschule Mürwik, Flensburg-Mürwik, Schleswig-Holstein
- Latscha-Gebäude, Frankfurt-Ostend, Hessen
- Dresdner Residenzschloss, Dresden
- Schloss Bertholdsburg, Schleusingen, Thüringen
- Schloss Hartenfels, Torgau
- Schloss Johannisburg, Aschaffenburg, Franken
- Schloss Köthen (Anhalt)
- Schloss Weitersroda, Hildburghausen, Thüringen
- Schloss Wilhelmsburg, Schmalkalden, Thüringen
- Schloss Ermreuth

Frankreich
- ehemalige Abteikirche Saint-Menoux
- Schloss Blois, Département Loire
- Schloss Chambord, Département Loire
- Schloss Tanlay, Département Yonne